# Liste der Bürgermeister von Pijnacker-Nootdorp
Dieses ist die Liste der Bürgermeister von Pijnacker-Nootdorp in der niederländischen Provinz Südholland seit der Gründung der Gemeinde am 1. Januar 2002.
| Bürgermeister | Bürgermeister       | Partei | Partei    | Amtszeit  | Anmerkungen   |
| ------------- | ------------------- | ------ | --------- | --------- | ------------- |
|               | Jan Noorland        |        | VVD       | 2002      | kommissarisch |
|               | Rik Buddenberg      |        | CDA       | 2002–2014 |               |
|               | Francisca Ravestein |        | D66       | 2014–2022 |               |
|               | Björn Lugthart      |        | parteilos | seit 2022 | [ 1 ]         |